# Carl Billquist
Carl Folke Billquist, född 19 maj 1933 i Sankt Petri församling, Malmö, död 24 maj 1993 i Högalids församling, Stockholm, var en svensk skådespelare.

## Biografi
Billquist började som journalistvolontär och studerade därefter konsthistoria i Lund, där han också började spela studentteater vid Lilla Teatern. Åren 1955–1957 utbildade han sig vid Göteborgs Stadsteaters elevskola och engagerades efter studierna vid samma teater. Via Stockholms Stadsteater kom han 1964 till Dramaten, där han blev kvar till dess att han avled 1993. Han kom totalt att göra 67 roller på Dramaten där den sista var den som lykttändaren i pjäsen Oväder 1992. 1961–1963 var han engagerad vid TV-teatern.
Förutom teatern verkade Billquist även som skådespelare i TV och på film. Här märks inte minst rollerna som Konsumföreståndare i TV-serien N.P. Möller, fastighetsskötare (1972) och förskingraren Matts Boresten i TV-serien Varuhuset (1987–1989).
Under 1960-talet gestaltade han ofta älskarroller, men kom därefter att ofta porträttera buffliga karaktärer, där hans fyrkantiga och lite grovhuggna ansikte kom till sin rätt.
Billquist var brorson till Fritiof Billquist och kusin till Åsa Billquist-Roussel. Han gifte sig 1964 med TV-producenten Wiveca Billquist. Han är begravd på S:t Pauli norra kyrkogård i Malmö.

## Filmografi i urval
- 1963 – Lyckodrömmen
- 1964 – För att inte tala om alla dessa kvinnor
- 1964 – Svenska bilder
- 1966 – Heja Roland!
- 1967 – En sån strålande dag
- 1969 – Miss and Mrs Sweden
- 1970 – Grisjakten
- 1972 – Smekmånad
- 1972 – The Day the Clown Cried
- 1973 – Håll alla dörrar öppna
- 1974 – Fimpen
- 1975 – Garaget
- 1977 – 91:an och generalernas fnatt
- 1977 – Filmen om Nalle Puh Uggla (röst i nydubb, 1992)
- 1981 – Pelle Svanslös (röst)
- 1982 – Den enfaldige mördaren
- 1982 – Jönssonligan & Dynamit-Harry
- 1982 – Fanny och Alexander
- 1983 – Raskenstam
- 1984 – Jönssonligan får guldfeber
- 1985 – Pelle Svanslös i Amerikatt (röst)
- 1986 – Gröna gubbar från Y.R.
- 1986 – Min pappa är Tarzan
- 1986 – Porttelefonen
- 1987 – Jim och piraterna Blom
- 1990 – Den hemliga vännen
- 1990 – Bernard och Bianca i Australien (dubbning)
- 1992 – Tom & Jerry gör stan osäker (svensk röst till Dr. Äppelkind)
- 1993 – Dockpojken

## TV-produktioner i urval
- 1961 - Mr Ernest
- 1961 - En handelsresandes död
- 1961 – Lek ej med kärleken (TV-teater)
- 1962 - Sex roller söka en författare
- 1962 – Fru Warrens yrke (TV-teater)
- 1962 - Trasiga änglar
- 1962 - De vackra människorna
- 1962 - Gisslan
- 1962 – Värmlänningarna
- 1963 - Ett drömspel
- 1964 - Markisinnan
- 1970 - Körsbärsträdgården
- 1970 – Röda rummet (TV-serie)
- 1972 – Bröderna Malm (TV-serie)
- 1972–1980 – N.P. Möller, fastighetsskötare (TV-serie)
- 1972–1973 – Ett resande teatersällskap (TV-serie)
- 1975 – Robert och Jessica (TV-serie)
- 1976 – Engeln (TV-serie)
- 1978 - Tribadernas natt
- 1979 - Jul igen hos Julofsson
- Det var en gång - tidernas äventyr (dubbning)
- 1980 – Jackpot
- 1980 – Sinkadus (TV-serie)
- 1983 – Spanarna (TV-serie)
- 1983 - Mäster Olof
- 1983 – Colombe (TV-teater)
- 1985 - Svenska brott
- 1986 – Prästkappan (TV-serie)
- 1986 – Skånska mord - Veberödsmannen
- 1986 – Sammansvärjningen (TV-serie)
- 1987 – Allt ljus på mig! (TV-serie)
- 1987 - I dag röd
- 1987–1989 – Varuhuset (TV-serie)
- 1988-1991 - Nya äventyr med Nalle Puh Uggla (röst)
- 1990 – S*M*A*S*H (TV-serie)
- 1991 – Din vredes dag (TV-serie)
- 1991 – Duo jag (TV-serie)

## Teater

### Roller (ej komplett)
| År   | Roll                            | Produktion                                                                     | Regi                 | Teater                 |
| ---- | ------------------------------- | ------------------------------------------------------------------------------ | -------------------- | ---------------------- |
| 1959 |                                 | Major Barbara George Bernard Shaw                                              | Keve Hjelm           | Göteborgs stadsteater  |
| 1959 |                                 | Naken kvinna med violin (Nude with Violin) Noël Coward                         | Olof Bergström       | Göteborgs stadsteater  |
| 1959 |                                 | Ljuva ungdomstid (Ah, Wilderness) Eugene O'Neill                               | Sam Besekow          | Göteborgs stadsteater  |
| 1959 |                                 | Besök av gammal dam (Der Besuch der alten Dame) Friedrich Dürrenmatt           | Johan Falck          | Göteborgs stadsteater  |
| 1961 | Cassio                          | Othello William Shakespeare                                                    | Birgit Cullberg      | Stockholms stadsteater |
| 1961 | Jasja                           | Körsbärsträdgården (Вишнёвый сад, Visjnjovyj sad) Anton Tjechov                | Bengt Ekerot         | Stockholms stadsteater |
| 1961 | Herr Adam                       | Violerna (Les violettes) Georges Schehadé                                      | Sam Besekow          | Stockholms stadsteater |
| 1963 | Löjtnant September              | Bara en barberare (Histoire de Vasco) Georges Schehadé                         | Lars-Levi Laestadius | Stockholms stadsteater |
| 1964 | Löjtnanten                      | Skärmarna (Les Paravents) Jean Genet                                           | Per Verner-Carlsson  | Stockholms stadsteater |
| 1964 | Sempronius                      | Karusellen (The Apple Cart) George Bernard Shaw                                | Georg Funkquist      | Stockholms stadsteater |
| 1964 | Medverkande                     | Å vilket härligt krig ( Oh, what a lovely war) Charles Chilton                 | Jackie Söderman      | Dramaten               |
| 1965 | Fänriken                        | Mutter Courage (Mutter Courage und ihre Kinder) Bertolt Brecht                 | Alf Sjöberg          | Dramaten               |
| 1965 | Cyprian                         | Yvonne, prinsessa av Bourgogne (Iwona, księżniczka Burgunda) Witold Gombrowicz | Alf Sjöberg          | Dramaten               |
| 1966 | Medverkande                     | I afton improviserar vi (Questa sera se recita a soggetto) Luigi Pirandello    | Mimi Pollak          | Dramaten               |
| 1974 | Barberaren                      | Den jäktade (Den stundesløse) Ludvig Holberg                                   | Henning Moritzen     | Dramaten               |
| 1975 | Viggo Schiwe                    | Tribadernas natt Per Olov Enquist                                              | Per Verner-Carlsson  | Dramaten               |
| 1984 | Claude Philby                   | Bäddat för sex (A Bedfull of Foreigners) Dave Freeman                          | Herman Ahlsell       | Chinateatern           |
| 1988 | Måns Sommar i Strängnäs Dansken | Mäster Olof August Strindberg                                                  | Lennart Hjulström    | Dramaten               |

## Radioteater

### Roller
| År   | Roll       | Produktion                                       | Regi      |
| ---- | ---------- | ------------------------------------------------ | --------- |
| 1956 | Portvakten | Tempo, tempo (Der Terminkalender) Max Gundermann | Åke Falck |

### Fotnoter
1. 1 2 3 4 5  ”Carl Billquist”. Svensk Filmdatabas. http://sfi.se/sv/svensk-filmdatabas/Item/?type=PERSON&itemid=66637&ref=%2ftemplates%2fSwedishFilmSearchResult.aspx%3fid%3d1225%26epslanguage%3dsv%26searchword%3dCarl+Billquist%26type%3dPerson%26match%3dBegin%26page%3d1%26prom%3dFalse. Läst 14 oktober 2012.
2. ↑  ”Carl Billquist”. Dramaten. Arkiverad från originalet den 21 januari 2011. https://web.archive.org/web/20110121162604/http://dramaten.se/Dramaten/Medverkande/Rollboken/?qType=person&value=2095. Läst 14 oktober 2012.
3. ↑  Sveriges befolkning 1970, (CD-ROM) Riksarkivet 2003
4. ↑  SvenskaGravar
5. ↑  ”Tidningsnotis”. Dagens Nyheter:  s. 20. 1 februari 1959. https://arkivet.dn.se/tidning/1959-02-01/30/20. Läst 26 september 2020.
6. ↑  ”Scenförändringar: Vårpjäser i Lilla London”. Dagens Nyheter:  s. 17. 23 april 1959. https://arkivet.dn.se/tidning/1959-04-23/109/17. Läst 26 september 2020.
7. ↑  ”Scenförändringar: Jubileum i Göteborg”. Dagens Nyheter:  s. 15. 21 augusti 1959. https://arkivet.dn.se/tidning/1959-08-21/225/15. Läst 26 september 2020.
8. ↑  ”Scenförändringar: Dürrenmatt och Delaney”. Dagens Nyheter:  s. 16. 30 september 1959. https://arkivet.dn.se/tidning/1959-09-30/265/16. Läst 26 september 2020.
9. ↑  Marcus Boldemann (22 januari 1984). ”Ordinär sexkomedi utan större finess”. Dagens Nyheter:  s. 23. http://arkivet.dn.se/tidning/1984-01-22/20/23. Läst 21 januari 2017.
10. ↑  Gaby Wigardt (22 januari 1984). ”'Bäddat för 6' på China: Inget lyft men ofta roligt”. Svenska Dagbladet:  s. 13. http://www.svd.se/arkiv/1984-01-22/13. Läst 26 januari 2017.
11. ↑  ”Radioprogrammet”. Dagens Nyheter:  s. 20. 25 augusti 1956. https://arkivet.dn.se/tidning/1956-08-25/230/20. Läst 27 december 2021.